# ジョン・フィリップス (宇宙飛行士)
ジョン・リンチ・フィリップス（John Lynch Phillips, PhD、1951年4月15日 - ）は、アメリカ航空宇宙局の宇宙飛行士、アメリカ海軍予備役の大佐である。1972年には海軍兵学校を906人のうち2番目の成績で卒業した。フィリップスは、1982年から2002年の海軍予備役在籍中にA-7で250回の航空機の着陸を経験し、合計4,400時間の飛行時間を持つ。退役時には、大佐の階級であった。

## 伝記
1951年4月15日にフォート・ベルボアで生まれたが、コッツデールを故郷であると考えている。彼はスコティア出身のローラ・ジーン・ドエル(Laura Jean Doell)と結婚し、2人の子供がいる。
1966年にスコッツデール高校を卒業し、1972年に海軍兵学校で数学とロシア語の学士号を、1974年にウェストフロリダ大学で航空システムの修士号、1984年と1987年にカリフォルニア大学ロサンゼルス校で地球物理学と宇宙物理学の修士号と博士号を取得した。
フィリップスは、1972年に海軍兵学校卒業後、海軍に就役し、1974年11月に海軍飛行士となった。カリフォルニア州のレモー海軍航空基地でA-7の訓練を受け、第155攻撃飛行隊に所属してオリスカニーとフランクリン・D・ルーズベルトから出撃を行った。その後、オールバニでの求人活動等を行った。
1982年の海軍退役後、フィリップスはカリフォルニア大学ロサンゼルス校の大学院に入学し、NASAのパイオニア・ヴィーナス計画の宇宙船を用いた観測等の研究に携わった。1987年に博士課程を終えると、彼はニューメキシコ州のロスアラモス研究所でJ. Robert Oppenheimer Postdoctoral Fellowshipを受賞した。彼は1989年にロスアラモス研究所で職を得て、そこで太陽と宇宙の環境について研究した。1993年から1996年まで、太陽の極上空を通るユニークな軌道を取ったユリシーズのSolar Wind Plasma Experimentで主任研究員を務めた。彼は、太陽、地球、他の惑星、彗星、宇宙船のプラズマ環境についての156報の科学論文を書いた。
彼は航空機で250回の着陸を経験し、飛行時間は4,400時間を超える。1982年からは海軍予備役としてA-7のパイロットを務め、階級は大佐である。
2009年から2011年までは、カリフォルニア州モントレーの海軍大学院に教授として派遣された。

## NASA

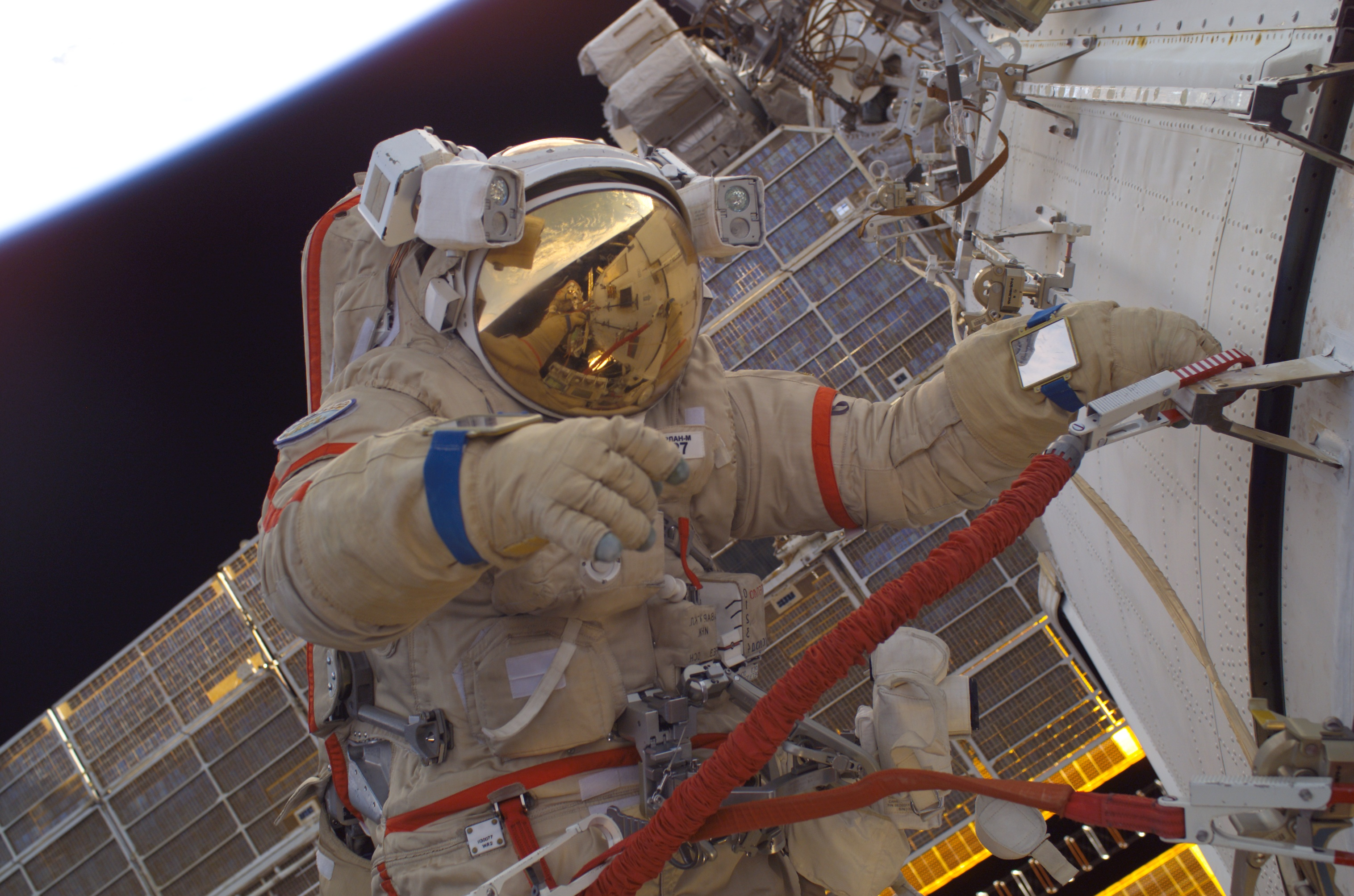
ロシア製のオーラン宇宙服を着て船外活動を行うフィリップス

1996年4月にNASAによって宇宙飛行士の候補に選ばれ、フィリップスは1996年8月からジョンソン宇宙センターで訓練と評価を受けたと言われている。これを終えると、彼はAstronaut Officeで国際宇宙ステーション(ISS)のCAPCOM等、様々な業務を行った。第7次長期滞在ではバックアップを務めた。

### STS-100(2001年4月19日-5月1日)
STS-100は、ISSを訪れた12日間のミッションである。このミッションでは、カナダアーム2の運搬と設置に成功した。彼らはまた多目的補給モジュールラファエロの初飛行で、実験機器や補給比の運んだ。フィリップスは2度の船外活動の際、宇宙船内の活動の調整を行った。

### 第11次長期滞在(2005年4月15日-10月11日)
第11次長期滞在は、ISSへの6ヶ月間の滞在ミッションである。2005年4月15日にセルゲイ・クリカレフ、ロベルト・ヴィットーリとともにソユーズTMA-6で打ち上げられた。
2005年6月14日、フィリップスは宇宙から議会で証言した初めての人物となった。彼はライブビデオを通じてアメリカ合衆国下院の宇宙科学委員会に対し、証言を行った。この聴聞は、宇宙ステーションの軌道研究室としての有用性について評価するためのものだった。
2005年8月18日、フィリップスとクリカレフは5時間の船外活動によって新しいドッキング手順のためにいくつかの実験機器を回収し、ビデオカメラを設置した。フィリップス、クリカレフは、宇宙旅行者のグレゴリー・オルセンとともに、2005年10月11日にソユーズTMA-6で地球に帰還した。

### STS-119(2009年3月15日-3月28日)
STS-119は、2009年3月に行われたISSへの12日間のミッションである。右舷の4つめのS6トラスを運び、組み立てた。また4セットの太陽電池アレイとバッテリーが運ばれた。打上げは、2009年3月15日に行われ、3月28日に帰還した。